# گل‌های کاغذی
گل‌های کاغذی فیلمی به کارگردانی مرتضی عقیلی و نویسندگی اکبر صادقی، مرتضی عقیلی محصول سال ۱۳۵۶ است.

## خلاصه داستان
رسول، کارگر چاپخانه، به توصیهٔ دوستش صادق در کلاس شبانه درس می‌خواند. شبی دفتر خاطرات دختری به نام عسل را می‌یابد که در آن نوشته‌است پدر و مادرش فوت کرده‌اند و او با نامادری اش زندگی می‌کند و به دلیل لاابالی گری نامادری اش قصد خودکشی دارد. رسول دفتر خاطرات را به صادق می‌دهد. صادق نامه‌هایی می‌نویسد که به اسم رسول و توسط او به عسل می‌رسد و عسل را به زندگی امیدوار می‌کند. نامه پراکنی‌ها ادامه می‌یابد، تا این که رسول و عسل همدیگر را می‌بینند و به هم علاقمند می‌شوند. نامادری عسل اصرار دارد که رسول و خانهٔ او را ببیند. عسل برای سر و سامان دادن به وضع اتاق رسول به خانهٔ او می‌رود و با صادق آشنا می‌شود. صادق به عسل علاقمند می‌شود؛ اما علاقه اش را پنهان می‌کند. پس از موافقت نامادری عسل رسول و عسل ازدواج می‌کنند، و صادق از فرط تنهایی و بی کسی برای آن که پای خود را از زندگی آن دو بیرون بکشد، پس از نوشتن نامه ای، خودکشی می‌کند. عسل پس از خواندن نامه متوجه می‌شود که نویسندهٔ نامه‌ها صادق بوده‌است. او با بی اعتنایی در کنار رسول به سوی سرنوشت نامعلومی می‌رود.

## بازیگران
- مرتضی عقیلی
- شهرزاد آرمانی
- اصغر آقاجانی
- لی‌لی
- نعمت‌اله گرجی